# ميشيل قيسي
ميشيل قيسي (بالإنجليزية: Michel Qissi)‏ ( ٱسمه الحقيقي محمد قيسي) من مواليد 12 سبتمبر 1962 بمدينة وجدة، شمال شرق المغرب هو كاتب سيناريو ومخرج ومجازف ومنتج وممثل عالمي من أصل مغربي معروف بتأديته لأدوار الشرير في أفلام الحركة، من أهم أدواره دور الشرير تونغ بو سنة 1989 في فيلم ركلة ملاكم ضد صديقه جين كلود فان دام.

## الأعمال الدرامية

### أفلام سينيمائية

#### ممثل
1984 : Breakin للمخرج جويل سيلبيرغ
1988 : رياضة الدم للمخرج نيوت أرنولد
1989 : كيك بوكسير (فيلم) للمخرج مارك ديسال
1990 : Full Contact للمخرج شيلدون ليتيش
1991 : ماتش الدم للمخرج ألبرت بيون
1991 : كيك بوكسير 2 الخليفة (فيلم) للمخرج ألبرت بيون
1993 : إلى الموت (فيلم) للمخرج داريل رودت
1993 : Terminator Woman للمخرج ميشيل قيسي
1993 : The Falkland Man للمخرج بول شولتز
2001 : Extreme Force للمخرج ميشيل قيسي
2009 : انتقام للمخرج إبراهيم شكيري
2010 : الطريق إلى كابول (فيلم) للمخرج إبراهيم شكيري
2010 : الخط الأحمر (فيلم) للمخرج إبراهيم شكيري
2011 : الكلب المسعور (فيلم) للمخرج بنيامين باليي
2012 : مغربي في باريس (فيلم) للممثل والمخرج المغربي سعيد الناصري
2013 : العهد للمخرج ميشيل قيسي

#### تلفزيون
2011 : إلى الأبد (مسلسل) للمخرج إبراهيم شكيري

#### مخرج
1993 : Terminator Woman للمخرج ميشيل قيسي
2001 : Extreme Force للمخرج ميشيل قيسي

#### سيناريست
2001 : Extreme Force (فيلم) للمخرج ميشيل قيسي

#### منتج
2001 : Extreme Force (فيلم) للمخرج ميشيل قيسي

## روابط خارجية
- ميشيل قيسي على موقع IMDb (الإنجليزية)
- ميشيل قيسي على موقع أول موفي (الإنجليزية)
- ميشيل قيسي على موقع قاعدة بيانات الفيلم (الإنجليزية)